# 6-os busz (Békéscsaba)
A békéscsabai 6-os jelzésű autóbusz az Autóbusz-pályaudvar és a Körösi utca között közlekedett. A viszonylatot a Körös Volán üzemeltette.

## Útvonala
Mai utcanevekkel
| Körösi utca felé | Autóbusz-pályaudvar felé |
| --- | --- |
| Autóbusz-pályaudvar vá. – Bartók Béla út – Szabadság tér – Szent István tér – Baross utca – Szeberényi tér – Baross utca – Berényi út – Mokry utca – Körösi utca vá. | Körösi utca vá. – Mokry utca – Berényi út – Baross utca – Szeberényi tér – Baross utca – Szent István tér – Szabadság tér – Bartók Béla út – Autóbusz-pályaudvar vá. |

## Megállóhelyei 1990-ben
| 0  | Autóbusz-pályaudvar végállomás | 14 |
| 1  | Kötöttárugyár                  | 13 |
| 2  | Felszabadulás tér              | 12 |
| 4  | Petőfi utca                    | 10 |
| 5  | Beloiannisz utca               | 9  |
| 6  | Szabadság tér                  | 8  |
| 8  | Rózsa Ferenc tér               | 6  |
| 10 | Békési út                      | 4  |
| 11 | Lenkey utca                    | 3  |
| 12 | Rövid utca                     | 2  |
| 13 | Áchim L. András lakótelep      | 1  |
| 14 | Körösi utca végállomás         | 0  |